# Colobothea geminata
Colobothea geminata là một loài bọ cánh cứng trong họ Cerambycidae.